# Haroldo Peña
Haroldo Renato Peña Lucero (Los Andes, ca. 24 de noviembre de 1942-Concepción, 29 de junio de 2013) fue un futbolista chileno que jugaba de defensa. Vistió las camisetas de Trasandino, Naval y Deportes Concepción. En este último club alcanzó la mayor parte de su fama y era conocido como "El León de Collao".

## Biografía
A fines de la década de 1990, la directiva de Deportes Concepción cambió el signo del club para dejar atrás el escudo de la ciudad para homenajear a uno de los grandes ídolos de la historia del club. Tanto fue la entrega de este futbolista al club que años más tarde a Deportes Concepción se le comenzó a llamar "León de Collao". A mediados de los años setenta el club, de la mano de Peña subió a Primera División.
Su apodo surgió porque una vez jugaron contra la Universidad Técnica y el entrenador de ese equipo comentó que Haroldo Peña defendía "como un león".
Falleció el 29 de junio de 2013, mientras estaba internado en el Hospital Regional de Concepción. Tenía 70 años de edad por serie de afecciones  y un infarto cerebrovascular y artrosis bilateral de rodillas en las articulaciones en nonguen le rindieron homenaje y en el Estadio Ester Roa Rebolledo fueron los funerales del exjugador de Club Deportes Concepción